# Almansor
|  | Aquest article tracta sobre el polític i militar andalusí. Vegeu-ne altres significats a «Almansor (desambiguació)». |

Abu-Àmir Muhàmmad ibn Abi-Àmir al-Maafirí (àrab: أبو عامر محمد بن أبي عامر المعافري, Abū ʿĀmir Muḥammad ibn Abī ʿĀmir al-Maʿāfirī), més conegut com a Almansor (àrab: المنصور, al-Manṣūr) (ca. 938 - Madina Salim?, 11 d'agost de 1002), fou un militar i polític andalusí, cabdill del califat de Còrdova i hàjib d'Hixam II.

## Biografia
Es desconeix la data i el lloc de naixement exactes. Vingué al món en el si d'una família terratinent àrab d'origen iemenita establerta des de la conquesta del visigot Regne de Toledo. Després de la presa de l'antiga ciutat de Carteia, Tàriq ibn Ziyad va recompensar el fundador del clan amirí amb el territori de Turruix, en la Cora d'Algesires. Tradicional i erròniament s'ha identificat el solar de la família d'Almansor amb Torrox, per confusió toponímica.
Alguns amírides van ocupar les funcions de cadi i de juristes relacionats amb els iemenites maàfir. Al seu pare, Abd-Al·lah, se'l descriu com un home piadós, bondadós i ascètic, que va morir a Trípoli quan tornava de la seva peregrinació a la Meca. El seu avi matern va destacar durant el regnat d'Abd-ar-Rahman III com a metge i ministre del califa.
Molt jove, Muhàmmad ibn Abi-Àmir es va traslladar a Còrdova, on va acabar els seus estudis de dret i de lletres sota la tutela dels seus oncles. Després d'ocupar un modest lloc de memorialista a la mesquita de Còrdova, el jove prompte va destacar per les seves qualitats, i va iniciar la seva fulgurant carrera política com a escrivà de la sala d'audiències del cadi en cap de la capital, Muhàmmad ibn as-Sàlim. Aviat va cridar l'atenció del visir Jàfar al-Mushafí, amo de l'administració civil, que l'introduiria a la cort califal.

## A la cort cordovesa
El 967 es va convertir en intendent del príncep Abd-ar-Rahman, fill i hereu del califa al-Hàkam II i de la seva favorita, la vascona Subh, amb la qual va establir una relació privilegiada summament beneficiosa per a la seva carrera. Convertit en director de la seca, el 968 va ser nomenat tresorer del califa; a l'any següent, va ser promogut a cadi de Sevilla i de Niebla i el 970, a la mort del príncep Abd-ar-Rahman, passa a ser l'administrador del jove hereu, Hixam, el futur Hixam II. Va començar a omplir les seves butxaques amb els diners de les arques reials, per la qual cosa va ser acusat de malversació. No obstant això, gràcies als seus contactes, va ser capaç de maquillar els comptes i sortir no ja impune, sinó beneficiat del procés. Així, Almansor va rebre una disculpa oficial i va obtenir el comandament de la xurta mitjana (policia).
Convertit ja en un dels personatges més importants del Califat, es va fer construir un sumptuós palau a al-Rusafa, al nord de la capital. Poc després es va convertir en gran cadi de les possessions omeies al Magrib, cosa que li va permetre establir estretes relacions amb els caps amazics.

## La conquesta del poder
La defunció del califa al-Hàkam II el 976 va inaugurar un nou període en la carrera política d'Almansor. L'Àndalus travessava en aquell moment una greu crisi de successió, perquè el successor designat, Hixam, nascut el 965, era massa jove per a regnar. Davant aquesta situació l'entorn del difunt es va dividir. Uns eren partidaris de designar un regent, al-Mushafí, mentre que altres preferien donar el títol califal al germà del difunt, al-Mughira. Sentint que aquesta designació comportaria el final de la seva carrera política, al-Mushafí va decidir assassinar al-Mughira, i per a realitzar aquest treball va escollir l'ambiciós Almansor.
Aquest va envoltar el palau d'al-Mughira amb un destacament de cent soldats d'origen eslau, hi va irrompre i va notificar a l'infant la mort del califa i l'entronització de Hixam II. El jove va quedar aterrit i va manifestar lleialtat i obediència al seu nebot. Llavors, davant els dubtes d'Almansor, al-Mushafí va exigir el compliment de l'acordat, amb la qual cosa el desgraciat al-Mughira va ser escanyat davant de les seves dones i penjat d'una biga del sostre, com si s'hagués suïcidat. Com a cap de la policia, Almansor es va afanyar a ocultar el crim i va ordenar que la seva víctima fos enterrada allí mateix.
Hixam II va ser investit califa el matí del dilluns 4 de safar de 366 (2 d'octubre de 976) amb el títol d'al-Muàyyad bi-L·lah, és a dir, «qui rep l'assistència victoriosa de Déu». Es va encarregar de prendre el jurament de fidelitat a la gent, davant del nou califa, el seu tutor, Cap de la Policia Mitjana, de la Seca i de les Herències Vacants, l'omnipotent i omnipresent Muhàmmad ibn Abi-Àmir. Sis dies després de la seva investidura, el 8 d'octubre de 976, Hisham va nomenar hàjib o primer ministre a al-Mushafí i va designar delegat del hadjib Almansor, que tenia llavors 36 anys.
No obstant això, al cap de poc les relacions entre els dos es van deteriorar i per a aconseguir nous aliats, Ibn Abi-Àmir va utilitzar nombrosos estratagemes. Es va proposar prendre el control de l'exèrcit, i per a això no va dubtar a guanyar-se al generalíssim Ghàlib, el poderós governador d'ath-Thagr al-Àwsat o Marca Mitjana. Va participar en diverses campanyes per a guanyar-se el favor dels militars i es va casar amb Asmà, la filla de Ghàlib. Es va atreure la simpatia de la població en reinstaurar l'ordre a Còrdova i va multiplicar els seus gestos piadosos per a guanyar-se als alfaquins malikites: així, va censurar la biblioteca del califa i va ordenar destruir les obres de filosofia i astronomia jutjades incompatibles amb l'ortodòxia sunnita. En aquest mateix sentit, va copiar l'Alcorà amb la seva pròpia mà i va fer ampliar la mesquita de Còrdova alguns anys més tard, el 987.

## Almansor, cabdill de l'Àndalus
La seva política demagògica i populista li va permetre obtenir nous suports i donar un autèntic cop d'estat. El 978 va expulsar a al-Mushafí i es va convertir en hàjib. A l'any següent va salvar al príncep d'un complot i des d'aquest instant va començar a aparèixer com el salvador de la dinastia i protector del califa. Amb aquest títol va traslladar l'administració a Madīnat al-Zahrā, la seva residència personal, la construcció de la qual va començar el 979 i va durar dos anys. El 981 el jove califa va delegar els seus poders en Almansor, el qual va recloure al seu senyor en la gàbia daurada de Madīnat al-Zahrā. Aquesta política va ser vivament combatuda pel seu sogre Ghàlib, però aquest últim va acabar derrotat i mort en la batalla de Torrevicente. A pesar del seu parentiu, Almansor no va dubtar a acabar amb el prestigiós militar per aplanar el camí que el conduiria al poder, i no es va privar d'enviar-li a la seva esposa Asma el cap del seu infortunat pare.
Muhàmmad ibn Abi-Àmir va adoptar llavors el làqab o títol honorífic d'al-Mansur i va començar a regnar com a veritable amo i senyor de l'Àndalus. Contràriament a una opinió estesa, ni ell ni els seus successors van dur en el làqab l'epítet de bi-l-L·lah, incloent la paraula Al·là, sens dubte per prudència, per tal d'evitar atribuir-se un nom honorífic propi dels califes.
Després d'apartar Subh del poder, Almansor va fer assassinar diversos dignataris molests, com Jafar ibn Hamdun (983), al-Mughira (984), el seu propi primer Askaladja o fins i tot Ibn al-Rumahis, l'almirall de la flota califal. L'altra fita de la seva política interna va ser la intensificació de la presència de contingents estrangers en l'exèrcit, una política iniciada per Abd al-Rahman III després de la batalla de Simancas (939). De tal manera, va instal·lar contingents amazics Sanhadja prop d'Elvira, Maghrawa a la regió muntanyenca de Còrdova i Banu Birzal i Banu Ifran a la regió de Jaén. Aquesta política estava encaminada a allunyar els opositors àrabs de l'exèrcit i permetre Almansor envoltar-se de guerrers fidels tan sols a la seva persona, i odiats per la població local, el que impedien que poguessin trair-lo.

### Les campanyes del Magrib
Al Magrib Almansor va prosseguir la política omeia amb la intenció de controlar les sortides de les rutes comercials del desert, per les quals arribaven els esclaus i l'or del Sudan. Mai va intervenir personalment i va preferir recolzar-se en les tribus amazigues zanata, en particular en els Banu Maghrawa, els Banu Ifran i els Banu Miknasa. Això li va permetre contrarestar la influència dels fatimites que, després de traslladar-se a Egipte, havien deixat aquestes regions sota control dels zírides. L'estratègia amiri va començar per la fortificació de les ciutats costaneres, com Ceuta, i per la construcció d'una gran ciutadella a Belyouneix. En 980 les tribus zanata es van apoderar de la ciutat de Sijilmasa, on es va fundar un principat pro-andalusí governat per Khazrun ibn Falful. Els zírides no van trigar a reaccionar i, després d'haver atacat Ceuta en 980, en 991 infligiren una gran derrota a les tropes cordoveses.
En 994 els zírides van fundar en el seu profit un petit principat centrat a Oujda, que aviat es va aliar amb Almansor per desfer-se de la tutela fatimita. Quan en 997 es van revoltar contra Còrdova, Almansor va enviar un exèrcit comandat pel seu fill Abd-al-Màlik, que va aixafar als rebels en menys d'un any.

### Campanyes contra territoris cristians

Campanyes militars d'Almansor. En verd fosc, territoris reconquerits per a l'Àndalus. El mapa mostra les diferents campanyes d'Almansor i les dates en les quals van ser dutes a terme

Almansor va ser nomenat visir el 978 i començà a enfrontar-se a Jàfar al-Mushafí. General dels exèrcits, Almansor aconseguí el poder el 981, amb el vistiplau d'Hixam II. A la pràctica, va governar tot sol des del 981 fins al 1002. Protegí les lletres i les ciències, especialment la medicina.
Des d'aleshores les seves expedicions enfortiren el seu poder per damunt del califa, al qual dominà, i feu tremolar els regnes cristians. Entre els anys 978 i 1001 va realitzar 52 campanyes, que afectaren tant el nord de l'Àfrica com a tota la península Ibèrica:
- 981 - Zamora (Zamora)
- 982 - Ràtzia de 982: Llinars del Vallès, Girona i Wutina
- 985 - Ràtzia de 984: Comtat de Barcelona
- 985 - Ràtzia de 985: Destrucció de Barcelona[3]
- 987 - Coïmbra
- 988 - Sahagún i Eslonza
- 997 - Santiago de Compostel·la
- 999 - Pamplona
- 1002 - San Millán de la Cogolla

La campanya del 982 el va dur a Catalunya on va conquerir el castell de Munt Fariq (el Castell del Far) de camí a Girona. De retorn va conquerir Wutina (Òdena)
A la campanya de Barcelona de 985 arrasà les ciutats de Barcelona i Manresa, i els monestirs de Sant Cugat, Sant Pau del Camp i de Sant Pere de les Puel·les.
L'estiu del 997, atacà Santiago de Compostel·la, després que el bisbe Pedro de Mendoza evacués la ciutat. Va cremar el temple preromànic dedicat a Sant Jaume, respectant el sepulcre. Això permeté la continuïtat del Camí de Sant Jaume. La llegenda diu que els presoners cristians carregaren les campanes del temple de Sant Jaume fins a Còrdova, i sembla que dos segles i mig més tard tornaren a l'esquena de presoners musulmans.
Demostrà la seva duresa també a la cort califal. Almansor va lluitar contra el seu sogre Ghàlib, principal militar del califat que havia conquerit Arnedo i Calahorra. Segons les cròniques, Ghàlib va morir per un cop rebut a la batalla que els enfrontà el 981 i Almansor ordenà «escorxau-lo, ompliu la seva pell de cotó i crucificau-la a la porta de l'alcàsser cordovès, i col·locau-ne el cap ficat a una creu.»
Va morir a causa de les ferides rebudes en la batalla de Calatañazor (juliol del 1002), possiblement el mes d'agost, però es desconeix el lloc exacte, ja que a la seva biografia es confon a vegades la història amb la llegenda. Alguns autors assenyalen Madina Salim com el lloc probable de la seva mort.
Abans de morir nomenà successor el seu fill Abd-al-Màlik al-Mudhàffar.